# Indicatif régional 506

L'indicatif régional 506 est l'indicatif téléphonique régional de la province du Nouveau-Brunswick au Canada. L'indicatif régional couvre tout le territoire de la province.
L'indicatif régional 506 fait partie du Plan de numérotation nord-américain.
L'entreprise de services locaux titulaire pour l'indicatif 506 est Aliant (une partie du Bell Aliant Income Trust). Depuis 2005, Eastlink Communications fournit aussi des services locaux de téléphonie dans la ville de Sackville au Nouveau-Brunswick.
L'indicatif régional 506 devrait pouvoir fournir les numéros de téléphone requis par les abonnés du Nouveau-Brunswick au moins jusqu'en 2025.

## Historique
Cet indicatif a été créé par la scission de l'indicatif régional 902 en 1955.
Jusqu'en 1955, les provinces maritimes du Canada (le Nouveau-Brunswick, la Nouvelle-Écosse, l'Île-du-Prince-Édouard et Terre-Neuve-et-Labrador) ont partagé l'indicatif régional 902 : le Nouveau-Brunswick, la Nouvelle-Écosse et l'Île-du-Prince-Édouard ont utilisé cet indicatif à partir de 1947 alors que Terre-Neuve-et-Labrador a fait de même à partir de son adhésion au Canada en 1949. L'indicatif 902 a été scindé en 1955 : La Nouvelle-Écosse et l'Île-du-Prince-Édouard ont gardé l'indicatif 902 alors que le Nouveau-Brunswick et Terre-Neuve-et-Labrador ont reçu l'indicatif 506. Une nouvelle scission a eu lieu en 1962 : le Nouveau-Brunswick a alors conservé l'indicatif 506 alors que Terre-Neuve-et-Labrador recevait l'indicatif 709.
Un nouvel indicatif régional, le 428, devrait entrer en vigueur sur le même territoire que l'indicatif 506, le 21 novembre 2020. 

## Villes du Nouveau-Brunswick et indicatifs de central correspondants
- Alma: (506) - 887
- Baie-Sainte-Anne: (506) - 228
- Baker Brook: (506) - 258
- Balmoral: (506) - 429 509 826

Carte du Canada avec le Nouveau-Brunswick en rouge

- Belledune: (506) - 237 507 520 522
- Beresford: (506) - 542 546 548
- Bath: (506) - 246 278
- Bathurst: (506) - 226 252 350 480 543 544 545 546 547 548 549
- Blacks Harbour: (506) - 456 574 816
- Blackville: (506) - 843
- Boiestown: (506) - 369
- Bouctouche: (506) - 291 341 743 744 955
- Browns Flat: (506) - 468 571
- Campbellton: (506) - 329 753 759 760 787 789 790 987
- Campobello Island: (506) - 752
- Cap-Pele: (506) - 332 577
- Caraquet: (506) - 602 720 724 726 727
- Centreville: (506) - 276
- Chipman: (506) - 339 588 820
- Clair: (506) - 401 992
- Cocagne: (506) - 345 576
- Dalhousie: (506) - 330 508 684 685 686
- Deer Island: (506) - 747
- Doaktown: (506) - 225 309 361 365
- Dorchester: (506) - 213 224 379
- Edmundston: (506) - 223 253 353 733 735 736 737 739 740
- Florenceville: (506) - 221 245 246 276 278 391 392 595
- Fords Mills: (506) - 785
- Fredericton: (506) - 206 238 260 261 262 292 440 442 443 444 447 449 450 451 452 453 454 455 457 458 459 460 461 462 470 471 472 474 476 897 998 999
- Fredericton Junction: (506) - 368
- Gagetown: (506) - 488
- Grand Bay-Westfield: (506) - 217 738 757
- Grand Falls: (506) - 426 473 475 477 479 481 582
- Grand Manan: (506) - 660 661 662
- Hampton: (506) - 832 943
- Hartland: (506) - 375 596
- Harvey: (506) - 366 370
- Hillsborough: (506) - 203 734
- Hoyt: (506) - 687
- Kedgwick: (506) - 283 284 285 505 510
- Keswick Ridge: (506) - 209 363
- Lameque: (506) - 344 599
- Maces Bay: (506) - 659
- McAdam: (506) - 590 784
- Meductic: (506) - 272 279 589 812 894
- Memramcook: (506) - 334 758
- Millville: (506) - 463
- Miramichi: (506) - 210 251 352 424 622 623 624 625 627 773 778 836
- Minto: (506) - 326 327 591 817
- Moncton: (506) - 204 227 229 232 233 380 381 382 383 384 386 387 388 389 588 777 800 801 850 851 852 853 854 855 856 857 858 859 860 861 862 863 864 866 867 869 870 871 872 874 875 877 878 899 961 962 988
- Nackawic: (506) - 575 593 818
- Neguac: (506) - 220 587 776 779
- New Denmark: (506) - 553
- Norton: (506) - 570 839
- Oromocto: (506) - 208 357 385 422 446
- Paquetville: (506) - 603 764
- Perth-Andover: (506) - 273 274 280 597 819
- Petitcodiac: (506) - 331 534 750 751 756
- Petit-Rocher: (506) - 430 542 783
- Plaster Rock: (506) - 219 355 356 359
- Port Elgin: (506) - 205 538
- Quispamsis: (506) - 847 848 849
- Richibucto: (506) - 212 338 427 521 523 524
- Riverside-Albert: (506) - 882
- Rogersville: (506) - 346 775
- Rothesay: (506) - 216 847 848 849
- Sackville: (506) - 360 364 536 540 939
- Saint-Antoine: (506) - 342 525
- Saint-Basile: (506) - 263 580
- Saint-Isidore: (506) - 358 598
- Saint-Leonard: (506) - 421 423
- Saint-Quentin: (506) - 234 235 400 504 585
- Sainte-Anne-de-Madawaska: (506) - 445
- Saint John: (506) - 202 214 238 333 343 557 558 592 608 631 632 633 634 635 636 637 638 639 640 642 643 644 645 646 647 648 649 650 651 652 653 654 657 658 663 672 674 693 694 696 721 898 977
- Salisbury: (506) - 215 372
- Shediac: (506) - 312 351 530 531 532 533
- Shippagan: (506) - 218 336 337 340 601
- Springfield, Kings County: (506) - 485
- Stanley: (506) - 367
- St. Andrews: (506) - 529 578 814
- St. George: (506) - 222 396 754 755 815
- St-Louis-de-Kent: (506) - 335 876
- St. Martins: (506) - 572 833
- St. Stephen: (506) - 321 465 466 467 469 573 813 921
- Summerville (Kingston Peninsula): (506) - 569 763
- Sussex: (506) - 432 433 434 435 512 567 944
- Tracadie: (506) - 393 394 395 397 399 600 888
- Welsford: (506) - 486
- Woodstock: (506) - 277 323 324 325 328 425 594 612
- Youngs Cove: (506) - 362